# Francisceumsbibliothek
Die Francisceumsbibliothek ist eine öffentlich zugängliche wissenschaftliche Fachbibliothek (Präsenzbibliothek) in Zerbst/Anhalt. Sie ist räumlich und geschichtlich eng mit dem Francisceum verbunden und eigentlich dessen Gymnasialbibliothek.

## Geschichte
1582 wurde in dem 1235 gegründeten und 1526 aufgehobenen Franziskanerkloster Zerbst das Gymnasium illustre Anhaltinum gegründet. Dieses war eine kleine Landesuniversität zur Ausbildung von Theologen und Juristen für ganz Anhalt. Dazu gehörte auch eine Druckerei zum Druck der Reden, Disputationen und Schulschriften. Deren Drucke bildeten, zusammen mit Ankäufen, Buchschenkungen und einigen vermutlich noch aus der Klosterbibliothek stammenden Restbeständen, den Grundstock der Bibliotheca Gymnasii Servestani (Bibliothek des Zerbster Gymnasiums).
In dieser Zeit wuchs die Bibliothek vor allem durch Schenkungen und Nachlässe. Zu den Stiftern gehörten neben den anhaltischen Fürsten vor allem Rektoren, Professoren und ehemalige Studenten, so der erste Rektor Gregor Bersman (1538–1611), der Zerbster Superintendent Wolfgang Amling (1542–1606), Albert Voit († 1606), der 22 Bände aus der Bibliothek seines Vaters David Voit (1530–1589) stiftete, Professor Heinrich Kitsch und Samuel Fabricius (1577–1625), der 140 Bände stiftete. Im Dreißigjährigen Krieg erlitt die Bibliothek 1626 Schaden durch Plünderungen. Danach hatte sie einen Bestand von etwa 400 bis 500 Bänden.

Stifter
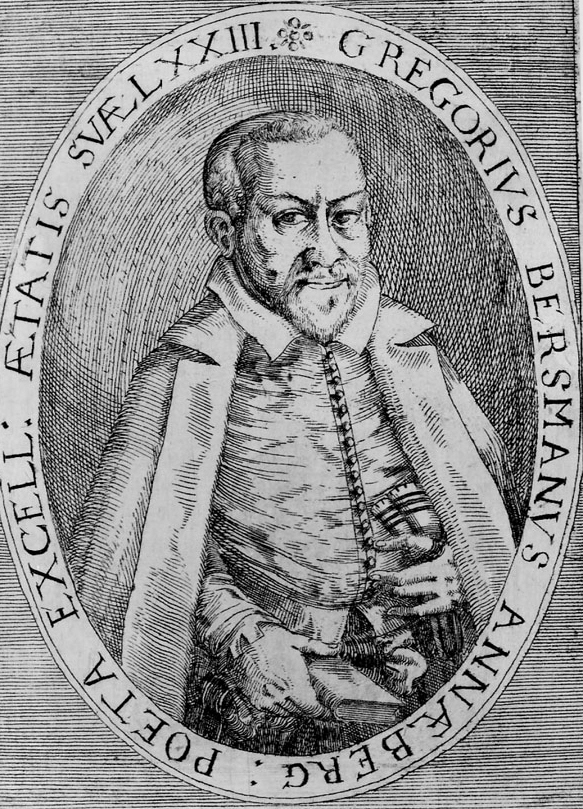
Gregor Bersmann
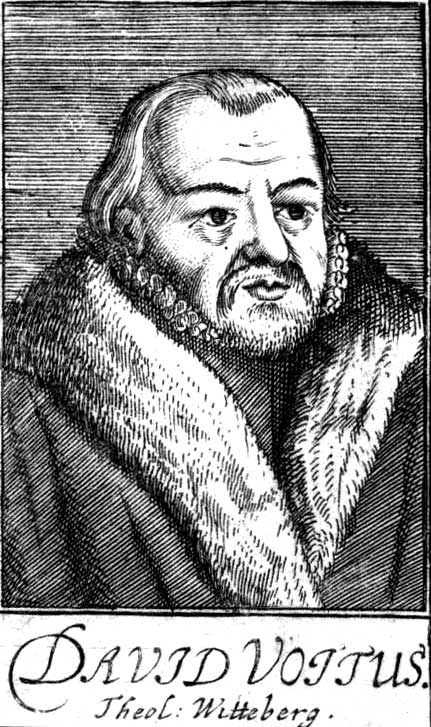
David Voit
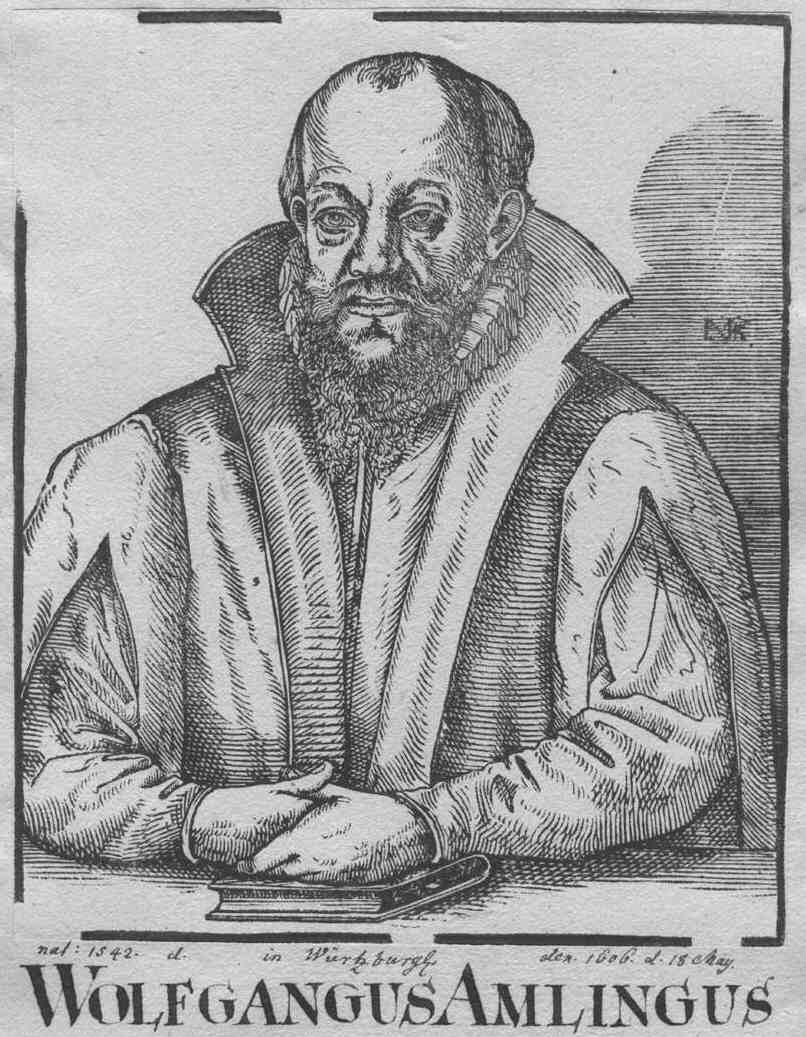
Wolfgang Amling
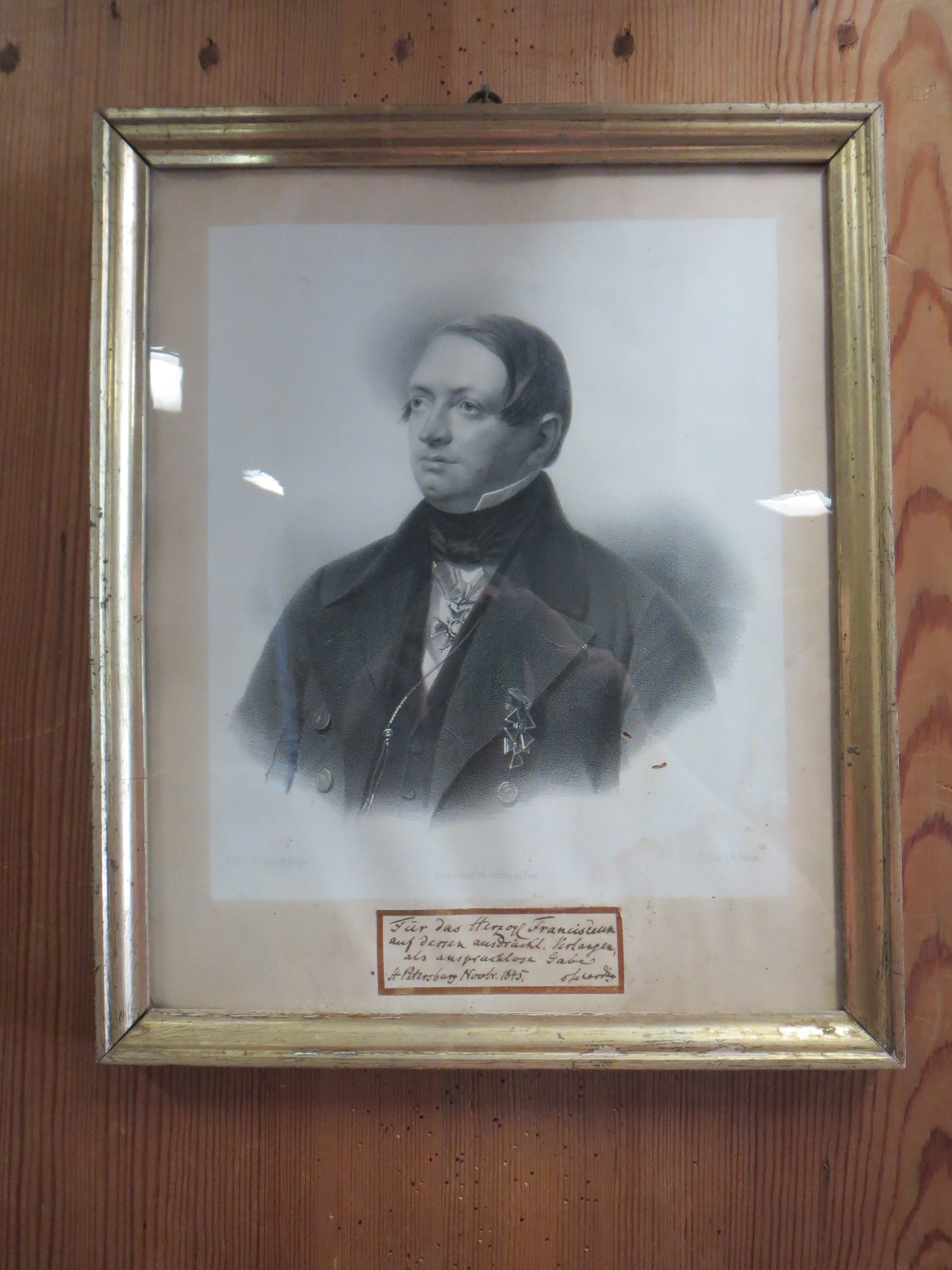
Friedrich Ludwig Schardius
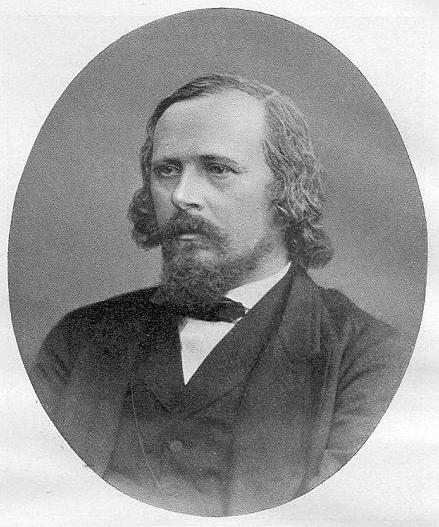
Heinrich Brunn
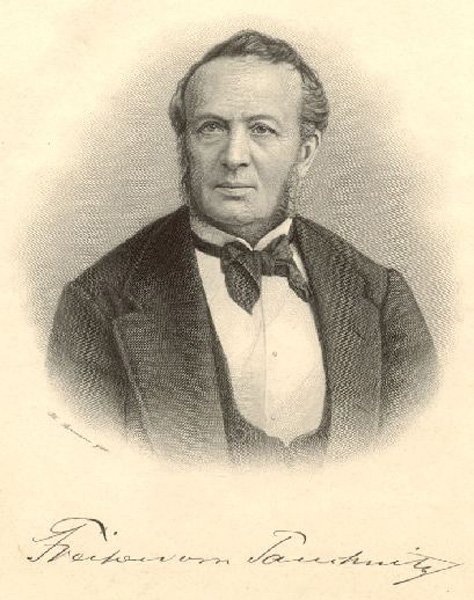
Christian Bernhard Tauchnitz

Zu den großen Schenkungen des 18. Jahrhunderts zählten die des Dessauer Präsidenten Johann Georg von Raumer (1671–1728). Er vermachte 1714 die Familienbibliothek mit mehr als 1000 alten Bücherbänden, die ursprünglich sein Großvater und Dessauer Superintendent und Konsistorialrat Georg Raumer angelegt hatte. Sein Adoptivvater Friedrich Amadeus Gottlieb von Raumer (1642–1728) tat es ihm ein Jahr später gleich und vermachte seine ganze Bibliothek ebenfalls dem Francisceum. Der Zerbster Bürgermeister Christian August Schmidt vermachte seinen kompletten, 2933 Bände umfassenden Büchernachlass der Bibliotheek. 1785 konnte der Katalog so einen Bestand von 7133 Titel verzeichnen, wovon allerdings auf einer Auktion am 23. März 1785 ein Großteil veräußert wurde, so dass sich der Umfang auf ca. 2600 Bände verringerte.
Zu diesem Zeitpunkt befand sich das Gymnasium Illustre bereits im Niedergang, der durch das Erlöschen des Zerbster Fürstenhauses 1793 und dem Übergang an Anhalt-Dessau beschleunigt wurde und 1798 zur Aufhebung der Einrichtung führte.

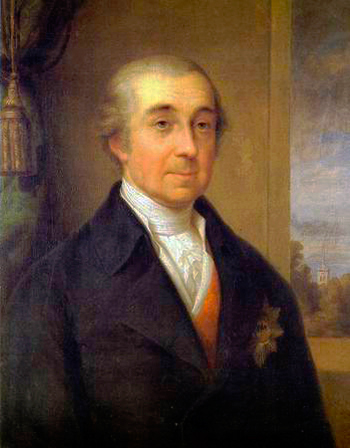
Fürst Leopold III. Friedrich Franz

In den Räumen eröffnete Fürst Leopold III. Friedrich Franz von Dessau 1803 ein humanistisches Gymnasium, das 1836 den Namen Francisceum erhielt. Die heutige Aufstellung der Bibliothek geht auf diese Neugründung zurück. Dafür wurde ein gewölbter Saal im ersten Obergeschoss mit einfachen Spitzbogenregalen ausgestattet. Die Bibliothek erhielt auch die Bestände des 1803 im Reichsdeputationshauptschluss aufgehobenen Stifts St. Bartholomäi und seiner Schule. Dies waren ca. 2500 Bände unterschiedlicher Provenienz, darunter auch 67 Bände aus dem Kloster Nienburg. 1812 wurde die Zerbster Ratsbibliothek eingegliedert. 1813 erfolgte ein kriegsbedingter Verkauf von 74 Büchern, zumeist Inkunabeln an den russischen General Jan Pieter van Suchtelen während der Einquartierung russischen Militärs in der Schule.
Weiteren Zuwachs erhielt die Bibliothek durch Schenkungen von Friedrich Ludwig Schardius (Schardiana, vor allem Publikationen der Russischen Akademie der Wissenschaften) und Karl Sintenis (Sinteniana). Auch Ehemalige wie Gustav Adolf Harald Stenzel, Heinrich Ritter und Heinrich Brunn sowie der Verleger Christian Bernhard Tauchnitz bedachten die Bibliothek. In der ersten Hälfte des 20. Jahrhunderts kamen noch die Handbibliothek von Prof. Georg Glöckner (1844–1924), 1000 Bände zur Landesgeschichte aus dem Nachlass von Hermann Wäschke und die Bibliothek des Ostern 1939 mit dem Francisceum vereinigten Lyzeums Zerbst hinzu.
Das Francisceum überstand den Luftangriff am 16. April 1945 und den folgenden Brand, der zur weitgehenden Zerstörung Zerbsts führte. Dem damaligen Direktor des Francisceums Oberstudiendirektor Dr. Franz Münnich (Rektor von 1927 bis 1945), der in den 1930er Jahren eine bis heute gültige Systematik erarbeitet hatte, gelang es, die Bibliothek auch vor Plünderungen und Verlusten zu bewahren. Im Gegensatz zu vielen anderen historischen Gymnasialbibliotheken verblieb die Francisceumsbibliothek unbeschadet an Ort und Stelle. Sie wurde bis 1991 als Wissenschaftliche Abteilung der Stadt- und Kreisbibliothek Zerbst geführt.
Im Zuge der Wiederherstellung des Gymnasiums Francisceum (in der DDR Erweiterte Oberschule Albert Kuntz) erhielt die Bibliothek den Namen Francisceumsbibliothek und ihre jetzige Organisationsform in Trägerschaft des Kreises. Sie wird von zwei Diplom-Bibliothekarinnen betreut.

## Bestände
Die Bibliothek hat ca. 42.000 Bände mit ca. 32.700 Titeln, die sich auf 23 Sachgruppen verteilen. Ältestes Stück ist eine Pergamenthandschrift aus dem 10. Jahrhundert mit der Regula Pastoralis von Papst Gregor I. und den Enarrationes in psalmos des Heiligen Augustinus von Hippo. Sie zählt zu den Stücken aus dem Kloster Nienburg. 74 Bände, darunter 70 aus der St.-Bartholomäus-Bibliothek, sind Inkunabeln und 3900 Titel aus dem 16. Jahrhundert. Die größte Sachgruppe ist die der Anhaltinen zur Landesgeschichte mit ca. 2150 Titeln in 8500 Bänden. Neben bedeutenden Beständen in Theologie, darunter Reformationsschriften, Philologie und Geschichte, bilden Personalschriften (75 Folianten und 31 Quartbände mit Trauer- und Festreden sowie Carmina über Mitglieder anhaltischer Fürstenhäuser) und 876 Leichenpredigten einen besonderen Bestand. Die Bibliothek hat auch eine historische Kartensammlung mit ca. 300 Karten und 50 Atlanten bis 1800. Aus der Musikalien-Sammlung (319 Titel) sind 40 aus dem 16. Jahrhundert, die aus der Bartholomäusbibliothek stammen, besonders bedeutsam.

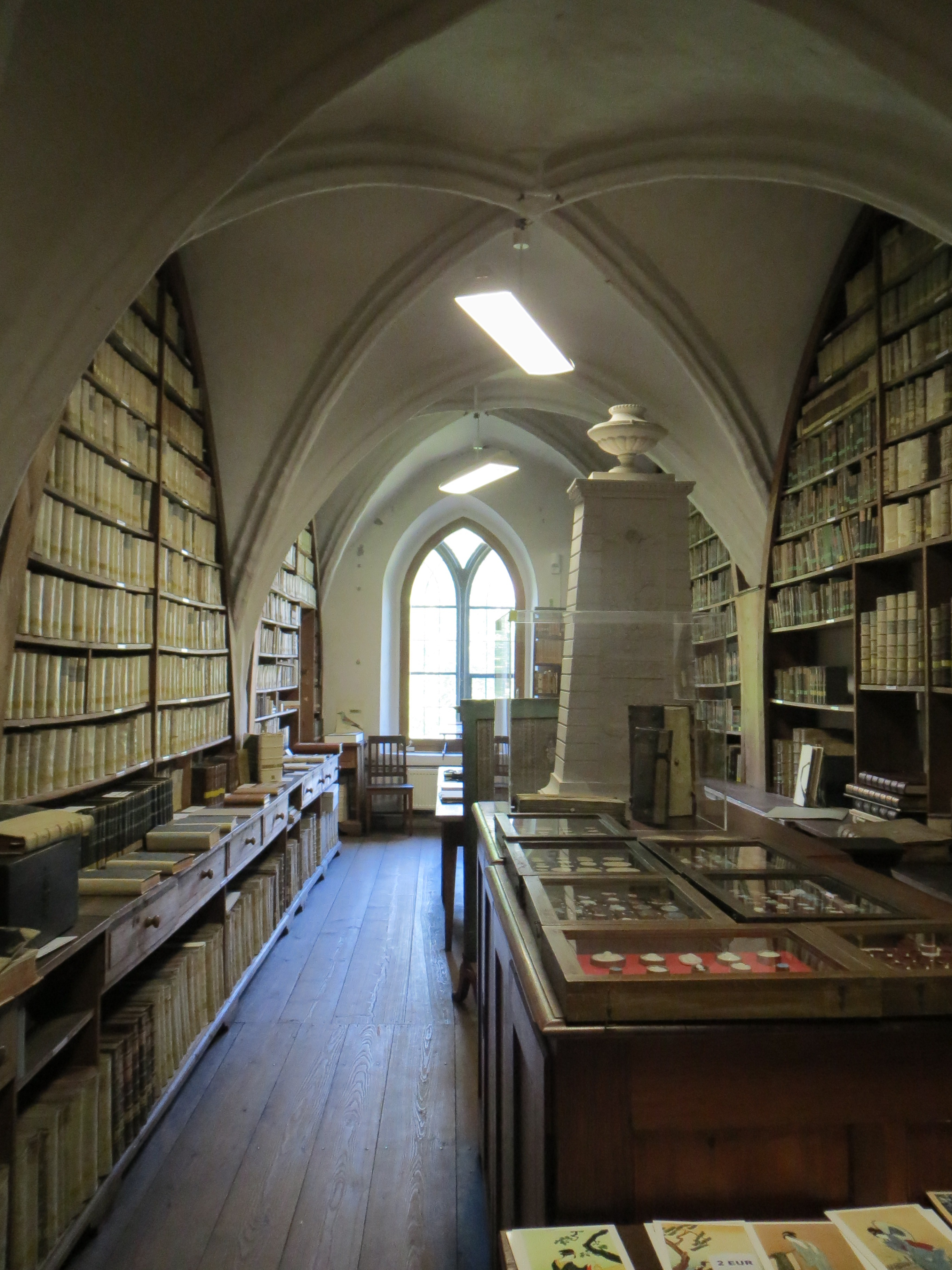
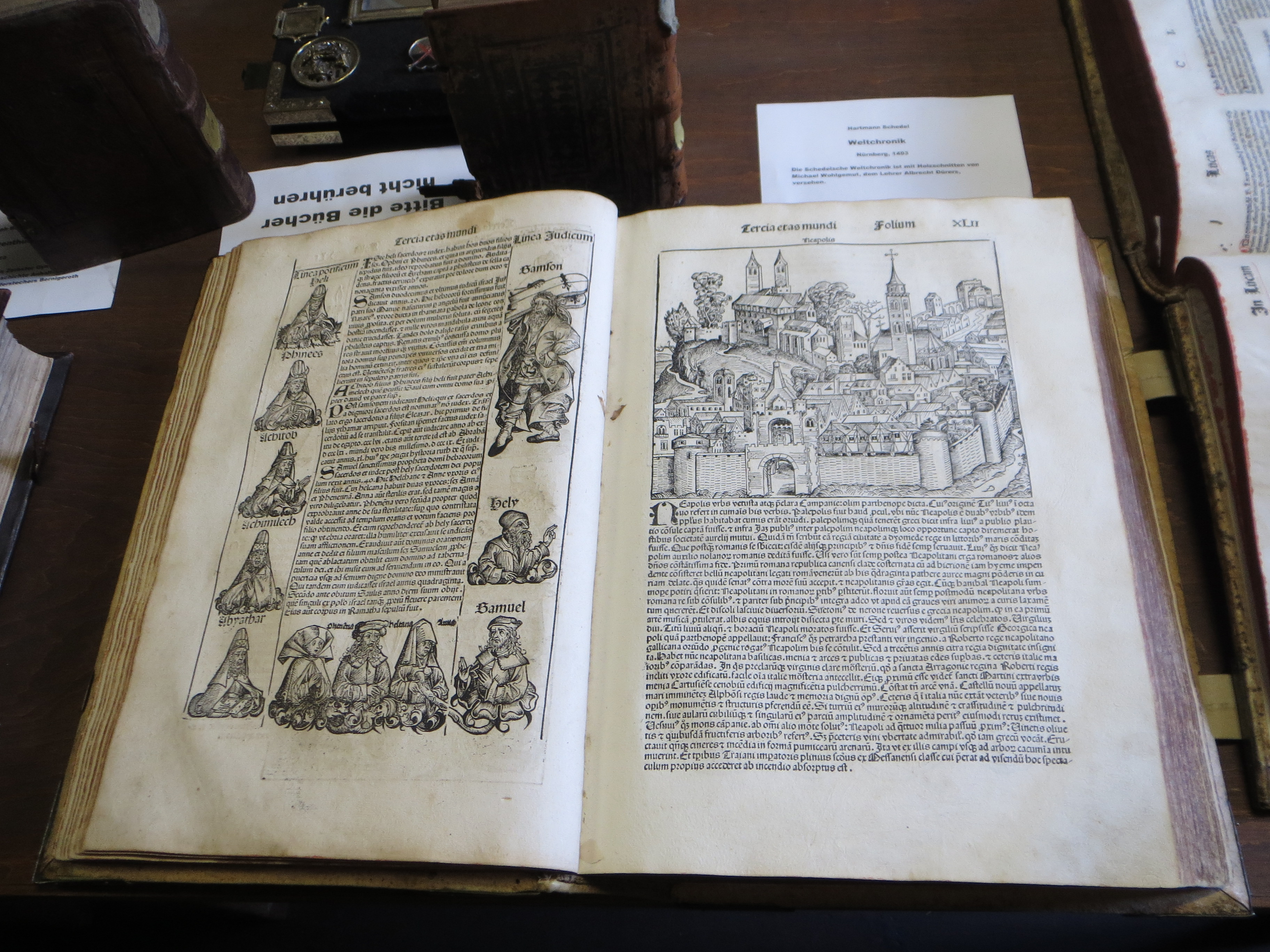
Schedelsche Weltchronik
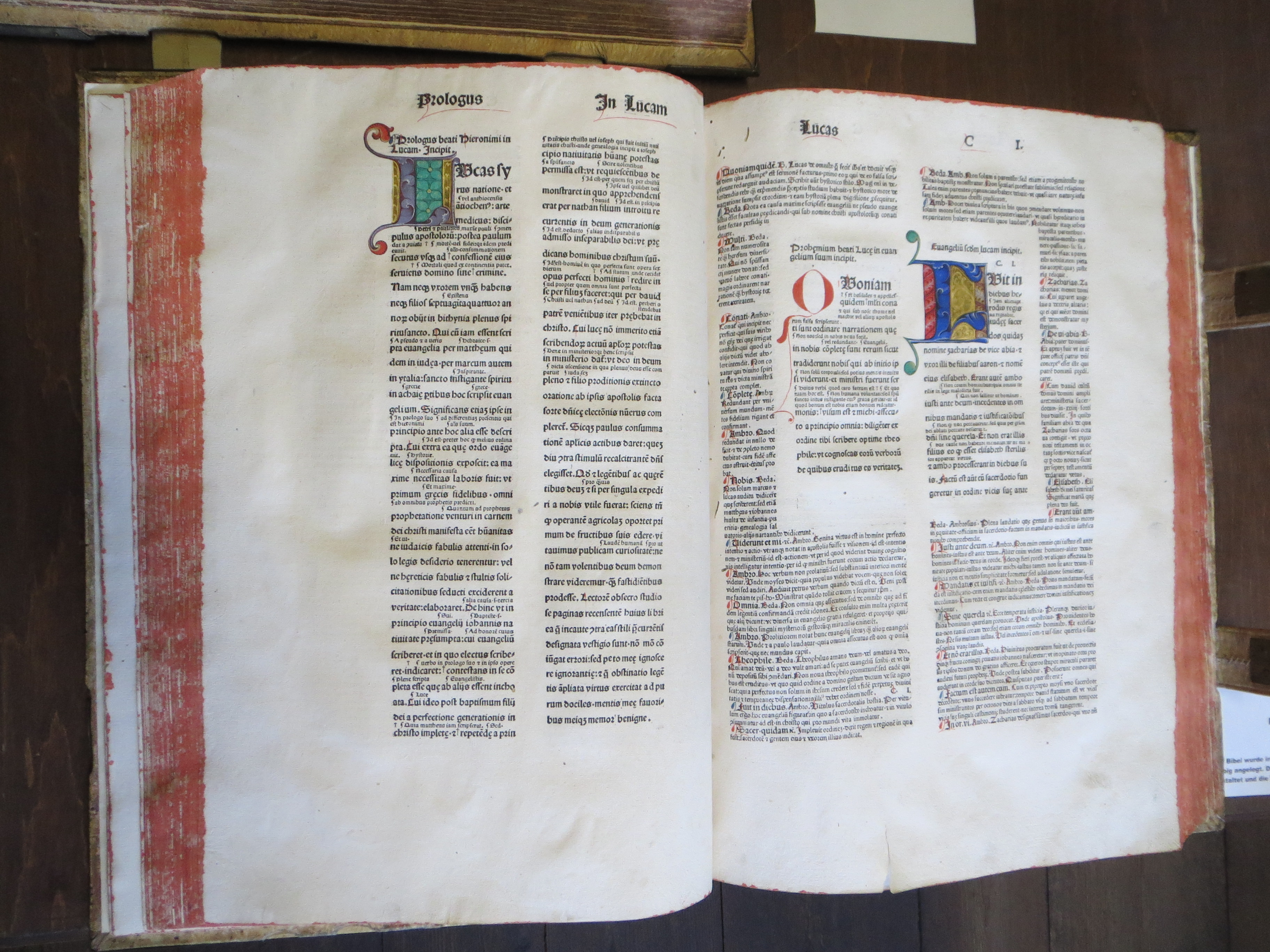
Biblia Latina (1481)